# Ses cent cases
Ses Cent Cases, és un conjunt de cases edificades al barri de Pere Garau de Palma. Es tracta de dues illetes i mitja d'edificis idèntics en planta baixa i pis que foren construïts el 1924. La construcció de les cases va ser impulsada per la cooperativa d'habitatge La Redención del Hogar, aquesta estava formada per carters. El finançament inicial el varen sol·licitar al Govern Central i se'ls concedí una subvenció per començar les obres.
L'arquitecte va ser Carles Garau i Tornabells, fill de Pere Garau i Canyelles i es construiren al carrer Pere Llobera de Palma. La seva estètica creà un model arquitectònic popular que donà caràcter a Palma fins als anys 50. Eren edificacions de dues plantes concebudes en mòduls de quatre habitatges, dues a planta i dues al primer pis. Totes tenien cisterna i pati interior amb jardí. En un primer moment la via on es construí era coneguda amb el nombre 18 fins que el 1930 el carrer es batejà amb el nom de Pere Llobera. El solar que ocupaven les cases fins feia poc era un espai sembrat d'ametllers que va ser comprat als amos de la possessió de Son Coc. Les parcel·les adquirides estaven delimitades pels carrers Arquebisbe Aspàreg, Adrià Ferrà i Bartomeu Torres.
La construcció de les cases no s'acabà fins al 1934 i fins al 1980 els residents de Ses Cent Cases no en foren propietaris. Els socis cooperativistes de Ses Cent Cases duien 37 anys fent aportacions econòmiques. Finalment es varen construir cent dos habitatges i en un primer moment una de les cases havia de ser destinada a escola.